# Eduardo Ledesma
Eduardo Fabián Ledesma Trinidad (ur. 7 sierpnia 1985 w Asunción) – paragwajski piłkarz występujący najczęściej na pozycji defensywnego pomocnika. Od 2006 roku zawodnik Lanús, grającego w Primera División de Argentina.

## Kariera klubowa
Ledesma urodził się w stolicy Paragwaju - Asunción - i jest wychowankiem tamtejszej Olimpii. W niej rozegrał jedynie jeden mecz i już w 2006 roku za darmo przeszedł do argentyńskiego Lanús. Z zespołem tym wywalczył tytuł mistrzowski w sezonie Apertura 2007.

### Statystyki klubowe
| Klub    | Sezon     | Rozgrywki                     | Mecze | Gole |
| ------- | --------- | ----------------------------- | ----- | ---- |
| Lanús   | 2009-2010 | Primera División de Argentina | 26    | 0    |
| Lanús   | 2008-2009 | Primera División de Argentina | 26    | 1    |
| Lanús   | 2007-2008 | Primera División de Argentina | 7     | 0    |
| Lanús   | 2006-2007 | Primera División de Argentina | 19    | 0    |
| Lanús   | 2005-2006 | Primera División de Argentina | 11    | 0    |
| Olimpia | 2005      | Primera División de Paraguay  | 1     | 0    |

Ostatnia aktualizacja: 25 maja 2010.

## Kariera reprezentacyjna
Ledesma zadebiutował w dorosłej reprezentacji Paragwaju w 2008 roku. Został powołany przez selekcjonera Martino do szerokiej kadry na Mundial 2010.

### Statystyki reprezentacyjne
| Reprezentacja | Rok  | Mecze | Gole |
| ------------- | ---- | ----- | ---- |
| Paragwaj      | 2010 | 1     | 0    |
| Paragwaj      | 2009 | 8     | 0    |
| Paragwaj      | 2008 | 1     | 0    |

Ostatnia aktualizacja: 25 maja 2010.